# سیاست و فضیلت: فلسفه سیاسی فارابی
سیاست و فضیلت: فلسفه سیاسی فارابی کتابی از میریام گالستون است که در سال ۱۹۹۰ منتشر شد. این کتاب جایزه فارابی را دریافت کرد.

## محتوا
نویسنده به این نظریه می‌پردازد که چگونه رساله‌های مهم سیاسی فارابی یک فلسفه سیاسی منسجم را شکل می‌دهند. این پژوهش مبتنی بر نظرات فارابی در مورد ماهیت سعادت، ویژگیهای حاکمان ایدئال، بهترین نوع دولت و رابطه بین نظریه سیاسی و علم نظری متمرکز است.

## نقد
این کتاب در مجله تاریخ فلسفه و مجله بین‌المللی مطالعات خاورمیانه مورد بررسی قرار گرفته‌است.